# Pequeños placeres domésticos
Pequeños placeres domésticos es el tercer álbum del cantautor asturiano Pablo Moro.
Jólivuz, que es el primer sencillo, muestra tal poderío que facilita el viaje por las catorce canciones de estosPlaceres doméstico con caminos estremecedores y nostálgicos en La ley de Murphy, Dos tiros, una canción de aire negroide; y La mejor manera, una de las partes maestras de esta producción de difícil etiquetado. Metáforas tan escondidas como nítidas sobre la cotidianeidad, sobre la vida, sobre el ser humano. Las combina Pablo Moro con medios tiempos, a veces, entre baladas o, simplemente, entre estrofas y estribillos que desprenden una constante emoción.
Hay una combinación sutil entre ritmos que impiden caer en la monotonía. Para eso están las mechas encendidas de “Aunque despierte sólo” que asoma tras la ternura melódica de Golpe de suerte, la canción patrón del álbum, tanto en el concepto argumental de su historia como en armonía; o piezas como la que despide, Canción de cuna, que cuenta una historia de amor pero logrando además que texto (con finos guiños eróticos) y notas musicales se ajusten como un bolígrafo y su capuchón. Una estrofa que la define: Ojalá que vengan tiempos mejores/que me pongas los cuernos de la luna… Claro que Pablo Moro no se ha olvidado de entremezclar temas de tendencia roquera (Exhibicionista) o baladas de altura y ternura (Gente feliz) con piezas narrativas (Pequeños gigantes) y coqueteos vaqueros (Dolores club).
Pequeños placeres domésticos es la obra completa de Pablo Moro, el disco que suma a todos los estilos señalados, la sinceridad de haber sido elaborado salvando la vieja y sana liturgia de la música popular: Prácticamente en directo, en La Isla de Colunga (Asturias), con todos los músicos reunidos, la producción de Álvaro Barcena y sin desfiguraciones de laboratorio.

## Lista de canciones
1. Jólivuz
2. Golpe de suerte
3. Aunque despierte solo
4. La mejor manera
5. Dos tiros
6. Exhibicionistas
7. Gente feliz
8. No voy a caer
9. Aldrin
10. La ley de Murphy
11. Pequeños gigantes
12. Dolores Club
13. Pequeños placeres domésticos
14. Canción de cuna

- Datos: Q6072026